# Mamma Mia! (musical)
Mamma Mia! – musical autorstwa Catherine Johnson (scenariusz i dialogi) oraz Björna Ulvaeusa  i Benny’ego Anderssona (piosenki), oparty na przebojach z repertuaru szwedzkiego zespołu muzycznego ABBA.
Światowa prapremiera musicalu odbyła się 6 kwietnia 1999 w Prince Edward Theatre na londyńskim West Endzie. Reżyserem pierwszej inscenizacji była Phyllida Lloyd. 
W 2008 do kin weszła ekranizacja musicalu, również wyreżyserowana przez Lloyd.

## Fabuła
20-letnia Sophie mieszka na greckiej wyspie ze swoją matką Donną oraz narzeczonym Sky’em, z którym szykuje się do ślubu. Chce, by do ołtarza poprowadził ją ojciec, ale nie wie, kto nim jest. Ze starych listów matki dowiaduje się, że ta w okresie poczęcia córki miała przelotne romanse z trzema mężczyznami – Harrym, Billem i Samem. Dziewczyna potajemnie zaprasza ich na ślub, a wkrótce wszyscy trzej pojawiają się na wyspie. Sophie jest przekonana, że jej ojcem jest Bill, ponieważ od Sophie wie, iż prowadzona przez nią tawerna została zbudowana za pieniądze pochodzące ze spadku po ciotce Billa, po której 20-latka dostała imię. Pozostali mężczyźni także mają nadzieję, że to oni są ojcami dziewczyny. Ostatecznie nie wiadomo, kto nim jest, jednak wszystkim trzem zależy, by pozostać w życiu Sophie.
W tym samym czasie Donna zaprasza na wesele swoje przyjaciółki – Rosie i Tanyę, z którymi dawniej tworzyła wokalne trio „Donna and the Dynamos”.
Sophie decyduje, że do ołtarza poprowadzi ją Donna. W dniu ślubu wraz ze Sky’em niespodziewanie ogłaszają, że jeszcze nie chcą się pobierać, a zamiast tego wolą wyruszyć w podróż dookoła świata. Ślub biorą za to Donna i Sam, którzy w trakcie kłótni o ojcostwo Sophie odkrywają, że wciąż się kochają. Poza tym zawiązuje się romans między Billem i Rosie, a Harry ujawnia się jako gej.

## Produkcja
Pomysłodawczynią wykorzystania muzyki zespołu ABBA w musicalu jest Judy Craymer, która od 1996 współpracowała z Björnem Ulvaeusem i Bennym Anderssonem przy firmie producenckiej „Littlestar Services”, a także współtworzyła z nimi program dokumentalny The Winner Takes It All i film Super Trouper: A Celebratory Film from „Waterloo” to „Mamma Mia!”. Została główną producentką musicalu, za co w 2002 otrzymała nagrodę od brytyjskiej organizacji Kobieta Roku. 
Scenariusz spektaklu, w tym fabułę, stworzyła Catherine Johnson. Główny motyw fabuły – trzej mężczyźni potencjalnie mogący być ojcami tego samego dziecka – został zaczerpnięty przez autorkę z filmu Dobranoc, signora Campbell (1968).
Musical początkowo miał nosić tytuł Summer Night City, a spektakl miał rozpoczynać się utworem Abby o tym samym tytule, jednak po pierwszym pokazie przedpremierowym twórcy skreślili tę piosenkę z libretto. Wcześniej z fabuły wykreślono postać kelnera o imieniu Fernando.
Światowa prapremiera musicalu miała miejsce 6 kwietnia 1999 w Prince Edward Theatre na West Endzie w Londynie. Wyreżyserowała go Phyllyda Lloyd, a za choreografię odpowiadał Anthony Van Laast. 23 maja 2000 musical został premierowo wystawiony w Royal Alexandra Theatre w Toronto, gdzie grany był do maja 2005. 17 listopada 2000 miał swoją premierę w USA, najpierw w Orpheum Theatre w San Francisco, a trzy miesiące później – w Los Angeles, gdzie początkowo wystawiany był w Schubert Theatre, a w maju 2001 trafił na scenę Cadillac Palace w Chicago. 18 października 2001 zadebiutował w repertuarze Winter Garden Theatre na Broadwayu, gdzie także pracują nad nim Lloyd i Van Laast. Od lutego 2003 do stycznia 2009 grany był w Las Vegas. Od 2004 spektakl wystawiany jest na scenie Prince of Wales Theatre w Londynie. Polska wersja musicalu miała premierę w lutym 2015 w Teatrze Muzycznym Roma w Warszawie.

## Obsada
| Postać         | Oryginalna obsada Londyn | Oryginalna obsada Broadway | Oryginalna obsada Warszawa                       |
| -------------- | ------------------------ | -------------------------- | ------------------------------------------------ |
| Donna          | Siobhán McCarthy         | Louise Pitre               | Anna Sroka-Hryń Alicja Piotrowska Anna Sztejner  |
| Sam Carmichael | Hilton McRae             | David W. Keeley            | Dariusz Kordek Janusz Kruciński Rafał Drozd      |
| Bill Austin    | Nicolas Colicos          | Ken Marks                  | Paweł Podgórski Robert Rozmus Jakub Szydłowski   |
| Harry Bright   | Paul Clarkson            | Dean Nolen                 | Krzysztof Cybiński Jan Bzdawka Wojciech Socha    |
| Sophie         | Lisa Stokke              | Tina Maddigan              | Zofia Nowakowska Paulina Łaba Barbara Garstka    |
| Sky            | Andrew Langtree          | Joe Machota                | Paweł Mielewczyk Paweł Góralski                  |
| Rosie          | Jenny Galloway           | Judy Kaye                  | Monika Rowińska Izabela Bujniewicz Ewa Lachowicz |
| Tanya          | Louise Plowright         | Karen Mason                | Beata Olga Kowalska Barbara Melzer Anna Gigiel   |

## Lista utworów

### Akt I
- „Uwertura” – Orkiestra
- Prolog/„I Have a Dream” („Marzenie mam”) – Sophie
- „Honey, Honey” – Sophie, Ali i Lisa
- „Money, Money, Money” („Kasa, kasa, kasa”) – Donna, Tanya, Rosie, Pepper i Zespół
- „Thank You for the Music” („Dzięki za muzykę”) – Sophie, Sam, Harry i Bill
- „Mamma Mia” – Donna i Zespół
- „Chiquitita” – Donna, Tanya i Rosie
- „Dancing Queen” – Donna, Tanya i Rosie
- „Lay All Your Love on Me” („Mnie całą miłość daj”) – Sky, Sophie i Zespół
- „Super Trouper” – Donna, Tanya, Rosie i Żeński Zespół
- „Gimme! Gimme! Gimme! (A Man After Midnight)” („Daj mi, daj mi, daj mi!”) – Żeński zespół
- „The Name of the Game” („Jaka to gra”) – Sophie i Bill
- „Voulez-Vous” – Zespół

### Akt II
- „Entr’acte” – Orkiestra
- „Under Attack” („To atak jest”) – Sophie i zespół
- „One of Us” („Jedno z nas”) – Donna
- „S.O.S”  – Donna i Sam
- „Does Your Mother Know” („Czy mamusia wie?”) – Tanya, Pepper i zespół
- „Knowing Me, Knowing You” („Ja to wiem, ty to znasz”) – Sam
- „Our Last Summer” („Nasze lato”) – Harry i Donna
- „Slipping Through My Fingers” („Tak mi się wymyka”) – Donna i Sophie
- „The Winner Takes It All” („Wygrany liczy zysk”) – Donna
- „Take a Chance on Me” („Zaryzykuj mnie”) – Rosie i Bill
- „I Do, I Do, I Do, I Do, I Do” („O tak, o tak, o tak”) – Sam, Donna i zespół
- „I Have a Dream” („Marzenie mam”) – Sophie

### Bis
- „Mamma Mia” – zespół
- „Dancing Queen”  – Donna, Tanya, Rosie i zespół
- „Waterloo” – Donna, Tanya, Rosie i zespół

## Odbiór

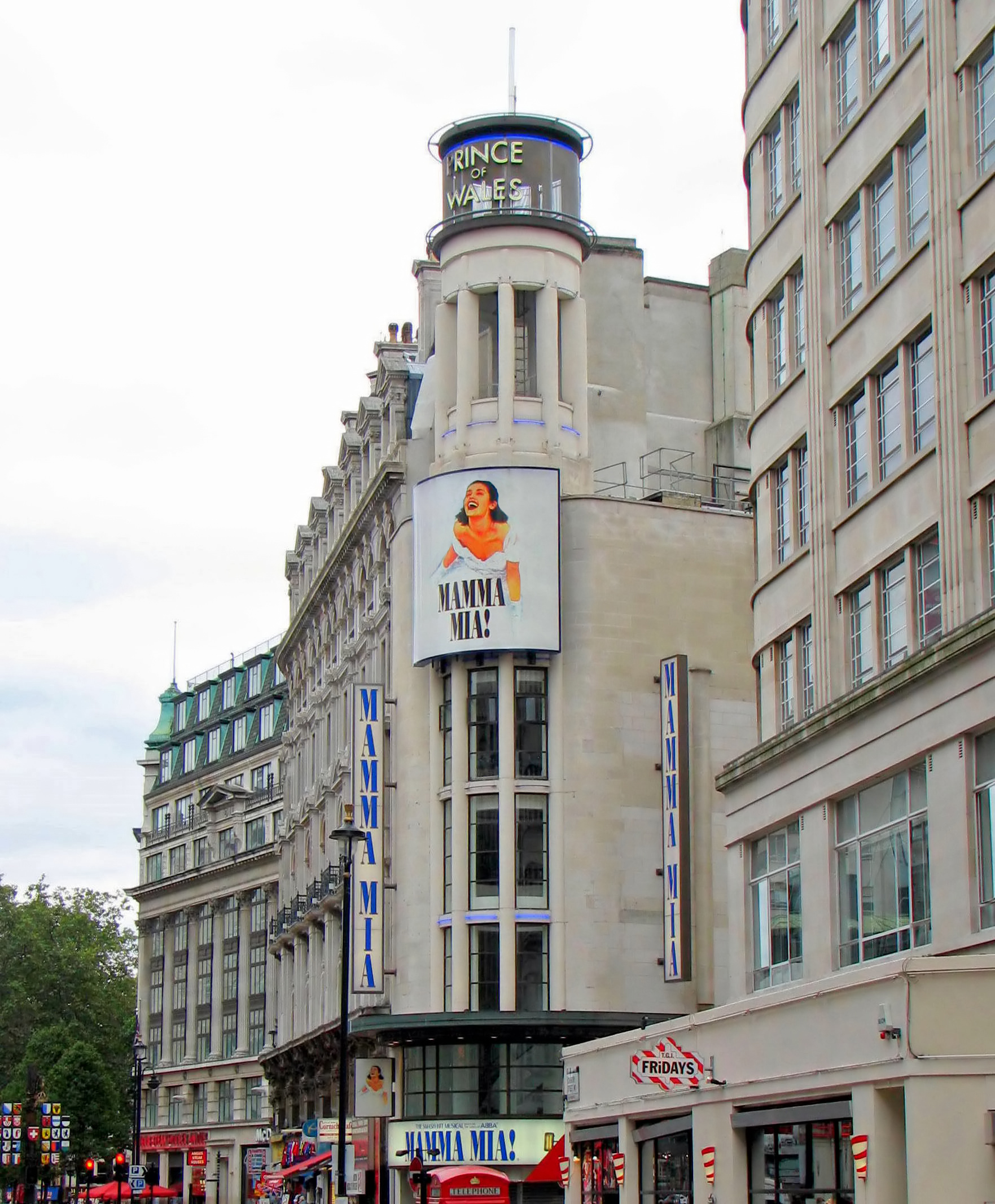
Reklamy musicalu na budynku Prince of Wales Theatre w Londynie

Musical wystawiony na West Endzie został ciepło przyjęty przez krytyków. Do 15 maja 2005 wystawiono go ponad 1,5 tys. razy na scenie Prince of Wales Theatre w Londynie, co stanowi rekord tego teatru. 
Po sukcesie w Wielkiej Brytanii musical w 2000 trafił do USA, później także m.in. do Australii. Od 2001 wystawiany jest na Broadwayu, gdzie we wrześniu 2006 stał się najdłużej granym musicalem na scenie Winter Garden Theatre.
Musical został przetłumaczony na kilka języków (m.in. na chiński, duński, hiszpański, holenderski, flamandzki, francuski, niemiecki, indonezyjski, japoński, koreański, niemiecki, norweski, portugalski, rosyjski, szwedzki oraz włoski) i został wystawiony w kilkunastu krajach. Szacuje się, że do 2007 jego różne wersje obejrzało łącznie ok. 30 mln osób, zaś łączny dochód z biletów przekroczył 2 mld dol., co daje mu tytuł najbardziej kasowego musicalu w historii.